# 鮑戈鎮區 (印地安納州埃爾克哈特縣)
鮑戈鎮區（英語：Burgo Township）是位於美國印地安納州埃爾克哈特縣的一個行政鎮區。

## 地方資料
根據2010年美國人口普查的數據，鮑戈鎮區的面積為38.90平方千米，當中陸地面積為38.00平方千米，而水域面積為0.90平方千米。當地共有人口9431人，而人口密度為每平方千米242.44人。